# Etayoa bacatensis
Etayoa bacatensis (лат.) — вид вымерших вымерших млекопитающих из отряда ксенунгулят (Xenungulata), обитавший в палеоцене (61,7—55,8 млн лет назад) в Южной Америке на севере Южной Америки. Единственный вид рода Etayoa. Это были наземные насекомоядные животные.

## Этимология
Род был назван палеонтологом Carlos Villarroel в честь Fernando Etayo, который внес большой вклад в палеонтологические и стратиграфические исследования в Колумбии. Видовой эпитет bacatensis относится к Bacatá, название на языке Чибча главного поселения южной Muisca Confederation; название которого использовалось для обозначения нынешней столицы Колумбии Боготы, основанной в другом месте, чем первоначальная Bacatá.

## Описание
Типовой образец вида представляет собой фрагмент нижней челюсти с зубами, найденный в формации Богота в местности Сьюдад-Боливар в Боготе, Колумбия. Предполагаемый размер копытного равен размеру собаки.

## Палеоклимат и окружающая среда
Находки игуанообразных, в том числе окаменелостей Hoplocercidae, а также Caenophidia и Ungaliophiinae в формации Богота, указывают на наличие тропических лесов, существовавших как раз перед раннеэоценовым климатическим оптимумом. Обильные палеопочвы формации Богота демонстрируют усиление химического выветривания в период перехода палеоцен-эоцен (палеоцен-эоценовый термический максимум).